# Loud (album của Rihanna)
Loud là album phòng thu thứ năm của nữ ca sĩ người Barbados Rihanna, được hãng đĩa Def Jam Recordings và SRP Records phát hành lần đầu vào ngày 12 tháng 11 năm 2010. Ý tưởng thực hiện album bắt nguồn từ việc Rihanna muốn quay trở lại với phong cách vui vẻ, sôi động và tràn đầy năng lượng đối nghịch với Rated R. Nữ ca sĩ và giám đốc hãng thu âm L.A. Reid đã hợp tác và cùng nhau thành lập đội ngũ gồm nhiều nhà sản xuất thu âm như Stargate, Sandy Vee, The Runners, Tricky Stewart và Alex da Kid để thực hiện sáng tác album tại các phòng thu âm ở Los Angeles do Def Jam phụ trách thuê gần như toàn bộ. Quá trình thu âm cho Loud được thực hiện từ tháng 2 cho đến tháng 8 năm 2010 trong lúc Rihanna vẫn còn đang thực hiện chuyến lưu diễn Last Girl on Earth (2010–11) và ghi hình Chiến hạm (2012).
Loud là một nhạc phẩm thuộc thể loại dance-pop và R&B với chủ đề khác biệt so với sản phẩm trước Rated R (2009) của Rihanna là tông màu điềm gở, giận dữ cũng như chủ đề đen tối. Trong album Loud, các bài hát đều mang tiết tấu nhanh và quay trở lại phong cách âm thanh trong trẻo và lạc quan đến từ hai album đầu tiên của Rihanna là Music of the Sun (2005) và A Girl Like Me (2006). Ngoài ra, những yếu tố thể loại phụ còn góp mặt trong album như rock ở bài "California King Bed" và reggae ở bài "Man Down" gợi cảm hứng Caribbean. Loud sự tham gia góp giọng từ các rapper như Drake, Nicki Minaj và Eminem. Trước đó Eminem đã hợp tác với Rihanna trong "Love the Way You Lie", thì lần này nam rapper hợp tác cùng nữ ca sĩ dưới dạng khách mời thông qua phần kế tiếp "Love the Way You Lie (Part II)".
Các cây bút phê bình âm nhạc đã dành cho Loud những đánh giá nhìn chung là tích cực. Họ khen ngợi chất liệu sôi động của đĩa nhạc cũng như giọng hát khỏe khoắn của Rihanna. Tuy nhiên, một số người lại cho rằng mặc dù bài hát nghe ổn nhưng lại rời rạc chủ đề lẫn nhau. Loud đã đạt được thành công về mặt thương mại trên thế giới. Sản phẩm mở màn ở vị trí thứ 3 trên bảng xếp hạng Billboard 200 Hoa Kỳ với doanh số tuần đầu đạt 207.000 bản, cao nhất sự nghiệp của Rihanna tại thời điểm đó. Loud đã vươn tới vị trí số một ở các bảng xếp hạng tại Canada, Thụy Sĩ và Anh Quốc. Theo Liên đoàn Công nghiệp ghi âm Quốc tế (IFPI), Loud là album bán chạy thứ tám trên toàn cầu vào năm 2011. Đến tháng 11 năm 2011, Loud đã bán được tổng cộng 8 triệu bản trên toàn thế giới.
Rihanna đã phát hành tổng cộng 7 đĩa đơn cho Loud, trong số đó có các bản hit quốc tế như "Only Girl (In the World)", "What's My Name?" và "S&M". Ba đĩa đơn vừa kể trên leo lên ngôi quán quân trên bảng xếp hạng Billboard Hot 100 của Hoa Kỳ. Đĩa đơn mở đường "Only Girl (In the World)" giành được giải Grammy cho Thu âm nhạc dance xuất sắc nhất và Loud nhận về ba đề cử giải Grammy gồm có Album của năm. Để quảng bá album, Rihanna thực hiện chuyến lưu diễn vòng quanh thế giới thứ ba của cô mang tựa đề Loud Tour. Về sau, nhiều ấn phẩm đã xếp Loud vào các danh sách album hàng đầu và tán tương tính biểu tượng của album không chỉ thành công về mặt thương mại mà còn ở chủ đề.

## Bối cảnh

### Hoàn cảnh ra đời
Sau sự việc Rihanna bị bạn trai cũ của mình là nghệ sĩ giải trí người Mỹ Chris Brown hành hung, nhiều phương tiện truyền thông đại chúng đã dự đoán rằng trong album phòng thu thứ tư của nữ ca sĩ sẽ có một hoặc nhiều bài hát nói về Brown. Nam ca sĩ kiêm nhà sản xuất âm nhạc Ne-Yo đính chính rằng Rihanna sẽ không làm nhạc về vụ việc trong album mới. Album Rated R được lên kệ vào tháng 11 năm 2009 mang đậm màu sắc pop lẫn R&B, và pha trộn cùng với những yếu tố thể loại hip-hop, dancehall và rock. Rated R đã từng đạt được thành công thương mại, trong các đĩa đơn của album thì có một bản hit quốc tế mang tựa đề "Rude Boy". Sau khoảng thời gian phát hành và quảng bá Rated R, Rihanna bắt đầu thực hiện album phòng thu thứ năm và cam kết rằng nhạc phẩm mới của cô sẽ "ngổ ngáo, vui nhộn, cửa cẩm và tràn đầy năng lượng". Tor Erik Hermansen của đội ngũ Stargate bảo rằng "Rihanna đã tìm đến chúng tôi trước khi bắt đầu thu âm 'Only Girl (In the World)' và nói 'Tôi cảm thấy chính mình thật tuyệt. Tôi muốn quay trở lại với niềm vui sướng, tôi muốn làm các bản thu vui vẻ và sôi động'." Hermansen cho biết thêm, tác phẩm liền trước phần nhịp của Rated R không được mang tiết tấu nhanh.
Tháng 3 năm 2010, nhà sản xuất Sean Garrett đã xác nhận thông tin Rihanna thực hiện album mới và bật mí đây sẽ là "một bản thu âm tuyệt vời trên đài phát thanh", đồng điệu hơn với các bản phát hành trước đó như "Umbrella" và thậm chí cả đĩa đơn "Rude Boy" mới nhất của nữ ca sĩ. Tháng 6 năm 2010, Garrett khẳng định rằng album Loud của Rihanna sẽ mang chất âm nghe "thú vị và vui vẻ hạnh phúc hơn" tương tự với đĩa đơn "Pon de Replay", và những bài hát mà họ làm việc cùng nhau sẽ "lạc quan và bùng nổ" cũng như "nặng nề [về phần nhịp nhạc] trong câu lạc bộ." Trong một cuộc phỏng vấn với MTV Anh, phó chủ tịch hãng đĩa Def Jam Bu Thiam đã phát biểu rằng album kế tiếp của Rihanna có thể giống như một trong những album bán chạy nhất thế giới Thriller của Michael Jackson, "Rihanna tiến bộ [trong âm nhạc] đến đáng kinh. Tôi đang cố gắng thúc đẩy cô ấy đạt đến cảnh giới là mỗi bài hát [trong album] đều sẽ là một bản hit từ bài số 1 cho đến 12. Tôi sẽ nói KHÔNG với những bài hát chỉ mang tính chất nhồi nhét vào album cho đủ (album fillers). Thước đo của chúng tôi cho album lần này đó chính là Thriller của Michael Jackson." Thiam tiếp tục cho biết Rihanna đã có sẵn các ý tưởng hình ảnh cho mọi bài hát, "Điều đó đã mang đến cho tôi cảm xúc của một album trường tồn theo thời gian."

### Sáng tác và thu âm
—Rihanna bàn về dự kiến cho album Loud trên Rihannadaily.com.
Khoảng đầu năm 2010, Rihanna đã hợp tác cùng giám đốc hãng thu âm Def Jam Antonio "L.A." Reid để thành lập một đội ngũ hơn 50 nhà sáng tác chuyên nghiệp gồm 27 tác giả viết lời, nhạc sĩ, ca sĩ hát nháp thu thử và 32 nhà sản xuất thu âm. Họ đảm nhận công việc tại hầu hết phòng thu lớn bên thành phố Los Angeles do hãng đĩa Def Jam thuê lại gần như toàn bộ để độc quyền viết nhạc album mới trong vòng hai tuần cho nữ ca sĩ. Ban quản lý của nhóm nhạc hai người R. City (hai anh em Theron và Timothy Thomas), Ray Daniels, đã góp mặt trong các buổi làm việc và bật mí rằng: Hãng đĩa của Rihanna đã chi ra lên đến 25.000 đô la Mỹ mỗi ngày để tổ chức một "doanh trại" sáng tác nhạc bằng cách thuê mười phòng thu âm trong hai tuần (tổng ít nhất là 200.000 đô la Mỹ). Daniels còn bảo đó là một nơi mà các nhạc sĩ có lời mà không có nhạc, còn những nhà sản xuất thì có nhạc nhưng lại không có lời. Bên cạnh Los Angeles, "doanh trại" sáng tác nhạc cho Loud còn được diễn ra ở Miami. Mặc dù Rihanna hiếm khi tham gia sáng tác bài hát nhưng cô vẫn giữ vai trò trong việc chỉ đạo các ý tưởng trong album Loud cũng như bố trí đội ngũ. Sau thời gian đó, nhóm đội ngũ tác giả đã sáng tác và sản xuất khoảng 200 bài hát cho Rihanna, nhưng chỉ có những bài hay nhất trong số đó là được chọn đưa vào album Loud.
Quá trình thu âm Loud được diễn ra từ tháng 2 năm 2010 cho đến tháng 8 cùng năm, và đây là khoảng thời gian Rihanna còn thực hiện chuyến lưu diễn Last Girl on Earth cũng như ghi hình bộ phim mà nữ ca sĩ góp mặt đầu tiên, Chiến hạm (2012). Theo phần ghi chú, album Loud được thực hiện thu âm tại nhiều phòng thu khác nhau trên toàn thế giới: Larrabee Sound Studios, The Village và Westlake Recording Studios bên Los Angeles; Platinum Sound Recording Studios và Roc the Mic Studios bên thành phố New York; và The Bunker Studios tại Paris. Các nhạc sĩ và nhà sản xuất như Taio Cruz, Alex da Kid, Sean Garrett, Ne-Yo, Rico Love, Timbaland, Shontelle, David Guetta và Drake đều tham gia xây dựng album Loud. Trong đó, "DJ Got Us Fallin' in Love" vốn ban đầu được giao cho Rihanna nhưng bài hát bị từ chối và chuyển sang giao cho Usher. Nhạc sĩ Ester Dean, trước đó đã hợp tác viết "Rude Boy" cho Rihanna, đã nhận xét một điểm mạnh của nữ ca sĩ trong quá trình thu âm rằng "cô ấy không cố gắng hát giống giọng bạn; cô ấy hát giống giọng chính mình. Cô ấy không đến đó để tìm cách đánh bại bạn khi hát bài hát của bạn. Cô ấy bước vào đó và nói, 'Tôi sẽ hát bài hát này vì tôi rất thích nó.'" Sau khi Rihanna phát cho Drake nghe bản thu hoàn chỉnh của "What's My Name?", nữ ca sĩ nhận thấy Drake có thể hiểu được giai điệu của bài hát nên cô đã mời anh tham gia góp giọng, và nam rapper đã đồng ý thực hiện. Bài hát hợp tác giữa Rihanna và Drake lúc đầu được dự định phát hành dưới dạng phiên bản phối lại, nhưng đến cuối cùng thì được quyết định chọn làm phiên bản gốc.

## Chủ đề

### Âm thanh
Loud là album đặt dấu chấm hết cho chủ đề mang tính cá nhân và kịch tâm lý tình cảm như tác phẩm Rated R liền trước. Thay vào đó, album chào đón màn tái xuất của thể loại dance pop tiết tấu nhanh, phong cách tươi sáng và lạc quan gợi cảm hứng Caribbean đến từ những tác phẩm Music of the Sun và A Girl Like Me trước kia của Rihanna. L.A. Reid đã diễn tả rằng Loud là album có âm thanh "chân thực nhất vì nghe giống như [đĩa đơn ra mắt năm 2005] 'Pon de Replay'." Ông bảo thêm Rihanna đã "ở trạng thái thuần khiết nhất của cô ấy với thể loại nhạc dance pop mang màu sắc Caribbean. Sau đó, cô ấy đi theo nhiều chiều hướng khác nhau nhưng rồi lại quay trở về nơi mình thực sự xuất phát. Mặc dù tôi nghĩ các bài hát bây giờ đã hay hơn nhiều nhưng chính sự trưởng thành trong nghề ca hát của cô ấy mới thực sự là minh chứng rõ ràng." Nhà phê bình Ryan Burleson đến từ Consequence of Sound đã nhận xét Loud là "một bản thu âm R&B và dance-pop sôi động không hề mỏng manh hay quá mệt mỏi" giúp tạo nên sự cân bằng một cách khôn khéo trong nền kinh tế âm nhạc bị mất tập trung.
Trong cuộc phỏng vấn cùng MTV News, Rihanna bảo rằng: "Tôi muốn những bài hát nào mà có thể lột tả được toàn bộ ca khúc của Rihanna và không ai có thể làm được. Tôi không muốn những bản ghi nhạc pop chung chung, giống như Ke$ha, Lady Gaga hoặc Katy Perry chỉ cần thực hiện và đạt thương mại. Tôi muốn một bài hát, hoặc những bài hát là của Rihanna, chỉ mình tôi đây có thể làm được và ít âm hưởng Tây Ấn nhưng trong đó vẫn mang tông điệu nhất định, cá tính ngổ ngáo nhất định và năng lượng nhất định." Rihanna cho rằng nhiều bài nhạc phát hành đã gây thất vọng. Cô quảng bá âm thanh của Loud có thể giúp chữa bệnh nghiện rượu và mọi người không cần phải đi giải sầu ở mỗi dịp đi chơi như trước. Ca sĩ người Barbados giải thích: "Khi mà bạn đi câu lạc bộ mà đành phải nghe những bài nhạc tệ, thành ra bạn lại muốn tìm đến rượu bởi vì bạn muốn tận hưởng giây phút vui vẻ. Tôi ghét phải bỏ qua bài nhạc nào [...] Tôi chỉ muốn làm một album mà bạn chỉ cần nghe thôi là được."

### Kỷ nguyên "mái tóc màu đỏ"
Từ tháng 9 năm 2008, Rihanna đã thử nghiệm với nhiều kiểu tóc cho đến khi cô quyết định theo phong cách màu đỏ vào tháng 6 năm 2010. Mái tóc màu đỏ "cứu hỏa" của Rihanna trở thành chủ đề gắn liền với kỷ nguyên album Loud, và xuất hiện nhiều trên các trang bìa tạp chí, truyền hình và ấn phẩm lá cải. Leah Sinclair viết cho tạp chí Gal-dem đã nhận định rằng, Loud là kỷ nguyên "vui vẻ, tán tỉnh và đéo để tâm (not giving a fuck)" và hình tượng ca sĩ trong album cũng quan trọng như âm nhạc. Cây viết Monica Herrera soạn bài cho Billboard cảm nhận diện mạo mới của nữ ca sĩ bớt gay gắt hơn và lãng mạn hơn. Rihanna khẳng định, "Nhiều người ngày nay ăn mặc giống Lady Gaga. Tôi cũng vừa mới bước ra trước khán giả bằng cả ngoại hình và phong cách hoàn toàn mới [...] Thịnh hành chán bỏ xừ. Thật buồn chán khi phải chứng kiến người nào người nấy làm chuyện giống nhau cả."
Bộ tóc màu đỏ xuất hiện trải dài từ video ca nhạc đĩa đơn "Only Girl (In the World)" cho đến cuối cùng là "Cheers (Drink to That)". Bên cạnh màn hợp tác trong "All of the Lights" và "Fly", "Love the Way You Lie" là video âm nhạc đầu tiên mà Rihanna tái xuất với công chúng với bộ tóc màu đỏ. Trong kỷ nguyên Loud, Rihanna đã sử dụng nhiều kiểu tóc như pixieana, xoăn đỏ tía, dài ngang vai, phong cách gợn sóng, tóc bob thẳng dài ngang vai và thắt bím kiểu Katniss Everdeen. Lúc làm việc ở dự án video âm nhạc của "S&M", nhà tạo kiểu tóc Ursula Stephen đã tiết lộ với StyleList rằng cô đã phải "đi ra ngoài, mua kiểu như sáu bộ tóc giả khác nhau, nhuộm màu rồi tỉa chúng [...] Đây là một thử thách sáng tạo đối với tôi và tôi thích việc đó." Stephen còn cho rằng, những bộ tóc giả màu đỏ mà Rihanna đã yêu cầu thiết kế có mức giá rất dao động, thấp nhất là chỉ 20 đô la Mỹ và cao nhất là vài nghìn đô la Mỹ. Do nhu cầu trong công nghiệp âm nhạc và giải trí nên Rihanna phải thường xuyên thay đổi kiểu tóc và quyết định dùng tóc giả trong khi quảng bá Loud.

### Tiêu đề và bìa đĩa
Tháng 9 năm 2010, trong một buổi trò chuyện qua web trên trang hâm mộ Rihannadaily.com, Rihanna thông báo rằng album sẽ mang tựa đề Loud, và bảo rằng "hãy Loud nào mọi người, hãy phát khùng, hãy hạnh phúc vì tôi rất sảng khoái hào hứng. Tôi sẽ là chính tôi vì đó là điều các bạn yêu quý nhất, và đó cũng là điều khiến cho tôi cảm thấy tốt nhất. Chỉ cần bình thường, bình thường với tôi thôi là Loud!" Nữ ca sĩ giải thích tiêu đề album trong một cuộc phỏng vấn cùng với Entertainment Tonight rằng "Loud là một từ ngữ, là một tên của album chắc chắn phản ánh cá tính trong đó. [Album] này thực sự ngổ ngáo và tán tỉnh và nó thu hút sự chú ý của bạn, đó là lý do tại sao tôi thích album ấy. [Loud] sẽ dẫn dắt bạn băng qua một chuyến du ngoạn tình yêu thực sự vô cùng thú vị. Album này đầy màu sắc lắm đấy." Phỏng vấn cùng rapper Kanye West vào tháng 11 năm 2010, Rihanna còn cho rằng vì album thực sự rất thú vị, đầy biểu cảm và phiến loạn cùng với các bài hát bắt tai nên Loud (kịch liệt) là một từ hoàn hảo để biểu tượng hóa điều đó.
Ảnh bìa của Loud là một bức hình chụp cận mặt của Rihanna với phần vai nhô lên. Cô mang mái tóc màu đỏ, khép hai mắt lại với đôi môi tô son đỏ hơi hé mở. Trên cổ của Rihanna là hình xăm với dòng chữ "rebelle fleur". Bên dưới bìa đĩa là dòng chữ "L O U D" viết cách xa nhau và đây là lần đầu tiên mà nữ ca sĩ không viết nghệ danh của cô lên đó. Nhà sáng lập tạp chí Rap-Up Devin Lazerine đã khen ngợi Rihanna hâm nóng ngoại hình bằng ảnh bìa album thứ năm sau nửa thập kỷ chờ đợi, còn Bill Lamb bên trang About.com thì cảm nhận bức ảnh "đáng kinh ngạc". Phần bìa phía bên trong album còn cho thấy Rihanna để ngực trần. Katy Hall của báo HuffPost nhận xét rằng tuy âm nhạc của nữ ca sĩ mang nhiều nghi vấn nhưng nhờ bộ ngực "tuyệt vời cùng vẻ ngoài nóng bỏng quyến rũ" với mái tóc đỏ của cô mà đã dễ dàng thu hút sự chú ý từ mọi người, kể cả khi album có "vô nghĩa" hoặc Auto-Tune cách mấy.

### Bài hát
Mở đầu album là bài hát Eurodance tiết tấu nhanh "S&M" do nhóm sản xuất người Na Uy Stargate và Sandy Vee sáng tác. Đây là ca khúc gợi nhớ người thưởng thức đến "Master and Servant" năm 1984 của Depeche Mode và chứa lời bài hát bạo dâm/khổ dâm. "S&M" đã nhận về những phản ứng trái chiều từ các nhà phê bình âm nhạc. Tuy một số nhà bình luận đánh giá cao giai điệu sôi động cũng như phần hòa âm phối khí đã đưa bài hát trở nên tiêu biểu trong Loud, nhưng một số cây viết khác lại chỉ trích phần lời bài hát đậm tính khiêu dâm. Andy Kellman của AllMusic khen ngợi "S&M" là một bài hát dance pop cân bằng "khía cạnh vui đùa và nham hiểm của Rihanna" một cách hiệu quả. Bài thứ hai mang tên "What's My Name?" cũng do nhóm Stargate sản xuất, và có sự góp giọng của nam rapper người Canada Drake. Đây là bản nhạc R&B điện tử tiết tấu tầm trung có phần nhạc nền mang đậm thể loại reggae. "What's My Name?" còn cho thấy Rihanna đã quay trở lại với phong cách Island-pop ở giai đoạn đầu sự nghiệp của cô. Giới chuyên môn đã tán tương bài hát sở hữu giọng ca hay nhất của Rihanna cho đến nay, cùng với vẻ lãng mạn tự nhiên và tông điệu gợi tình.
Ca khúc thứ ba "Cheers (Drink to That)" là một bản nhạc pop rock do The Runners thực hiện và lấy mẫu từ đĩa đơn "I'm with You" năm 2002 của nữ ca sĩ pop punk người Canada Avril Lavigne. Nhà báo Mark Savage đến từ BBC News đã nhận xét bài hát mang groove guitar sôi động và vui nhộn, thích hợp để vừa thưởng thức vừa đi chơi đêm ở khắp hàng quán bên phố nhỏ (a night on the town). "Fading" mang thể loại soul êm tai và được cho là lấy mẫu từ "One by One" của giọng ca nhạc Celtic Enya. "Only Girl (In the World)" là ca khúc được xếp trong album ở thứ tự thứ năm, thuộc thể loại dance-pop tiết tấu nhanh và chứa yếu tố phụ Eurodance do Stargate phụ trách khâu sáng tác. Bài hát đã nhận được những đánh giá tích cực từ các nhà phê bình âm nhạc, trở thành một bài hát đại diện cho cá tính mới mẻ và can đảm của Rihanna, không chỉ thông qua việc thay đổi phong cách mà còn cả âm thanh "đoạn điệp khúc cao chót vót" và "những nhịp điệu sẵn sàng cho câu lạc bộ". Cây bút phê bình Brad Wete của tạp chí hàng tuần Entertainment Weekly đã nhận định giọng hát Rihanna là "cưa cẩm" và góp phần đưa "Only Girl (In the World)" trở thành "phiên bản [bài hát] mạnh mẽ hơn và gợi cảm hơn" so với đĩa đơn năm 2007 "Don't Stop the Music" của cô.
"California King Bed" là một bài hát rock power ballad. Andy Gill bên The Independent gọi đây là ca khúc "mang giọng ca xuất sắc nhất của Rihanna", còn Ryan Dombell đến từ Pitchfork thì đã so sánh bài hát này ngang tầm với ca khúc của Aerosmith, "I Don't Want to Miss a Thing". Shama Joseph phụ trách sản xuất "Man Down". Đây là bản nhạc reggae với phần nhịp điệu điện tử, trong đó Rihanna phát âm ca từ bằng điệu giọng Tây Ấn vùng Caribbean. Giới phê bình đã dành tặng những lời khen ngợi cho bài hát và gọi đây là lần mà Rihanna quay trở lại với giai điệu Caribbean trước kia của nữ ca sĩ. "Raining Men" là ca khúc hip hop có sự góp giọng rap của nữ rapper Nicki Minaj. Rihanna mô tả đây là một bài hát đầy giai điệu và điên rồ hơn bản gốc, mang ngụ ý nhắc đến đĩa đơn cùng tựa "It's Raining Men" năm 1979 của The Weather Girls. "Raining Men" đã nhận về những đánh giá trái chiều, họ vừa khen màn hợp tác ăn ý của Rihanna và Minaj nhưng cũng vừa chỉ trích bài hát thất bại trong việc đổi mới ý tưởng.
Bài hát thứ chín, "Complicated", được Tricky Stewart và Ester Dean chắp bút ở khâu tác giả, với lời bài hát kể về những "khó khăn và hiểu lầm mà cặp đôi có thể gặp phải trong chuyện tình" bằng khí nhạc dance "thân thiện với đài phát thanh." Leah Greenblatt trực thuộc Entertainment Weekly nhận xét bài hát rằng, "Ngay cả khi nói với một người đàn ông ngoan cố rằng anh ta khó yêu đến mức nào thì [Rihanna] nghe có vẻ gần như phấn chấn. Giọng hát mới được mở rộng [phần quãng] của cô ấy đã giúp thang độ nhịp nhạc house của bài hát được nâng lên tầm cao". "Skin" là bài hát áp chót trong Loud, thuộc thể loại ballad mang phong cách phòng ngủ tràn đầy hơi thở và có chứa đoạn guitar đơn kéo dài ở cuối bài. Dombell đã ví đây là bài hát trưởng thành nhất của Rihanna từ trước tới nay khi viết rằng "'Skin' là bài hát gợi cảm nhất của cô ấy với phần nhạc đầy ám ảnh, cận dubstep nghe có vẻ không hoàn toàn lạc lõng ở album Mezzanine của Massive Attack." Cuối cùng là phần kế tiếp của "Love the Way You Lie" và cũng là màn hợp tác giữa Rihanna với Eminem mang tựa đề "Love the Way You Lie (Part II)". Ca khúc do Alex da Kid đảm đương sản xuất với nội dung lần này là Rihanna thể hiện vai diễn nhân vật chính cùng với giọng ca chính nhằm tái hiện góc nhìn trong tình yêu bạo lực ở người nữ, không như phần liền trước là Eminem đóng vai trò giọng rap chính và thể hiện góc nhìn của nam giới.

## Đĩa đơn

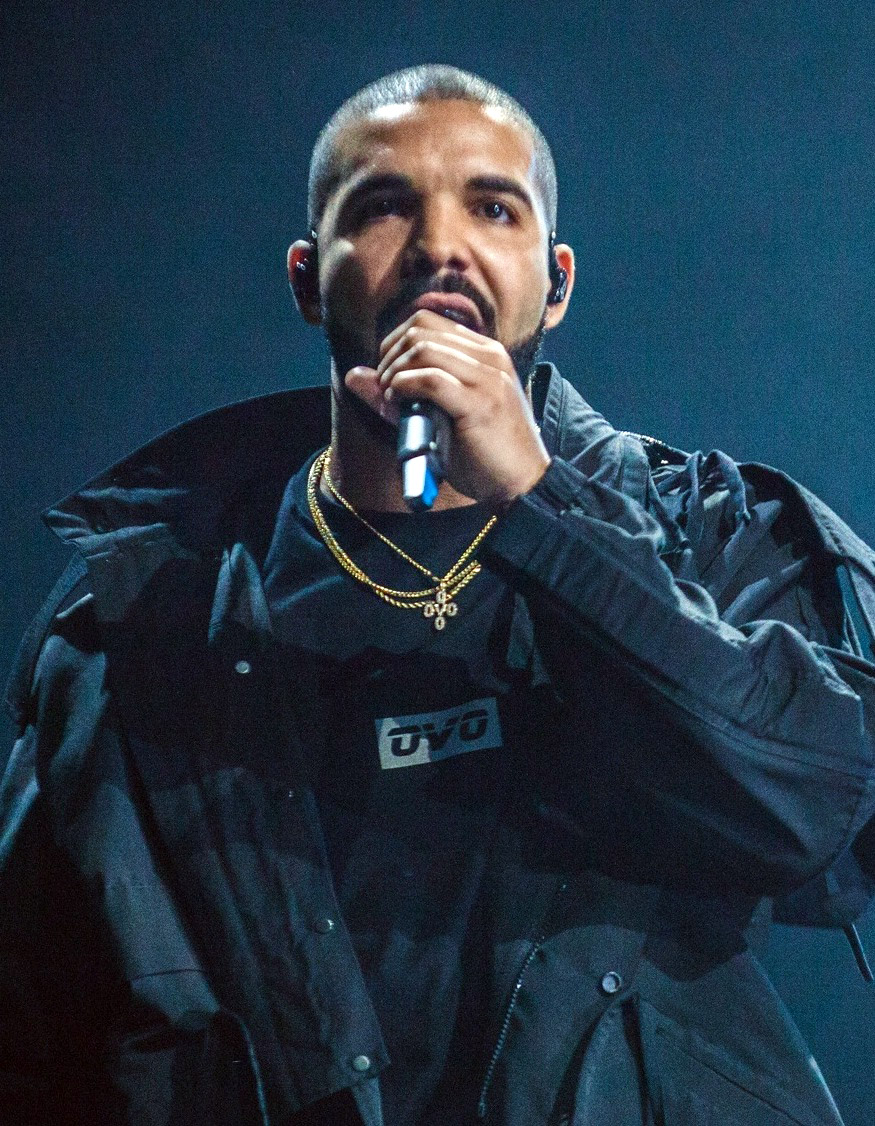
Nam rapper người Canada Drake tham gia góp giọng trong "What's My Name?"

Đĩa đơn mở đường cho album, "Only Girl (In the World)", được phát hành làm đĩa đơn tải kỹ thuật số vào ngày 10 tháng 9 năm 2010 và phát sóng trên đài phát thanh hit đương đại (CHR) cũng như rhythmic đương đại tại Hoa Kỳ vào ngày 21 tháng 9 năm 2010. Bài hát đạt được vị trí quán quân trên Billboard Hot 100, và tại nước Anh, Canada, Úc, Áo, Bỉ (Wallonie), Ba Lan, Ireland, Ý, Romania, Hungary, Na Uy, New Zealand và Slovakia, trở thành một trong những bài hát đạt thứ hạng cao của Rihanna. Đĩa đơn thứ hai "What's My Name?" hợp tác với nam rapper người Canada Drake lần đầu phát hành vào ngày 25 tháng 10 năm 2010 lên các trạm phát thanh mainstream và rhythmic Hoa Kỳ. Bài hát nhảy vọt 59 hạng lên hạng nhất tại bảng xếp hạng Billboard Hot 100, trở thành ca khúc quán quân thứ 8 của Rihanna và đầu tiên của Drake trên bảng xếp hạng. Bên cạnh đó, chính đĩa đơn chủ đạo "Only Girl (In the World)" leo lên dẫn đầu sau hai tuần "What's My Name?" đã lập thành tích cho Loud trở thành album đầu tiên trong lịch sử bảng xếp hạng có đĩa đơn thứ nhất leo lên ngôi quán quân muộn hơn đĩa đơn thứ hai. "What's My Name?" còn dẫn đầu xếp hạng tại Anh và trở thành đĩa đơn quán quân thứ năm của Rihanna cũng như đầu tiên của Drake tại quốc gia này.
"Raining Men" được gửi lên đài urban vào ngày 7 tháng 12 năm 2010, trở thành đĩa đơn phát thanh và là thứ ba trong Loud tại Hoa Kỳ. Bài hát có sự góp giọng của nữ rapper Nicki Minaj, và đặt chân vươn lên đến hạng 48 trên bảng Billboard R&B/Hip-Hop Songs. Đĩa đơn thứ tư tại Hoa Kỳ và đĩa đơn quốc tế thứ ba của album, "S&M", được đưa lên đài phát thanh đại chúng mainstream vào ngày 23 tháng 1 năm 2011. Video âm nhạc của bài hát ngay lập tức bị cấm chiếu ở 11 quốc gia và gắn cờ độ tuổi trưởng thành trên YouTube sau khi được công chiếu do nội dung quá người lớn, và từng bị kiện tụng vi phạm bản quyền vì ý tưởng "căn phòng màu hồng". Phiên bản phối lại hợp tác với Britney Spears của "S&M" được phát hành lên nền tảng số vào ngày 11 tháng 4 năm 2011. "S&M" vươn lên top 10 ở nhiều quốc gia và đạt hạng 1 tại Úc, Canada và Hoa Kỳ. "Man Down" được phát hành làm đĩa đơn quốc tế thứ năm tại các quốc gia châu Âu vào tháng 7 năm 2011. Bài hát đạt hạng cao nhất ở vị trí thứ 59 tại Billboard Hot 100 và dành ra 5 tuần ở vị trí đầu bảng tại Pháp. "California King Bed" trở thành đĩa đơn quốc tế thứ tư vào ngày 13 tháng 5 năm 2011, và đĩa đơn thứ sáu tại Hoa Kỳ. Ca khúc được gửi lên đài Mainstream/Rhythmic vào ngày 30 tháng 5 và Hot/Modern/AC vào ngày 6 tháng 6 năm 2011. "California King Bed" đạt hạng 4 tại Úc và New Zealand và hạng 8 trên bảng xếp hạng UK Singles Chart. Rihanna công bố phát hành đĩa đơn thứ bảy của album "Cheers (Drink to That)" vào ngày 24 tháng 7 năm 2011 và đưa bài nhạc lên đài mainstream và rhythmic vào ngày 2 tháng 8 năm 2011. "Cheers (Drink to That)" đạt lần lượt hạng 7 trên Billboard Hot 100 và hạng 11 trên bảng xếp hạng Pop Songs tại Hoa Kỳ.

## Quảng bá

### Phát hành
Rihanna tiết lộ tựa đề album Loud vào ngày 7 tháng 9 năm 2010 và phần ảnh bìa vào ngày 28 tháng 9 năm 2010. Sang ngày 25 tháng 10, cô công bố danh sách bài hát chính thức của album gồm tổng cộng 11 bài hát. Hãng Def Jam và SRP Records phát hành Loud lần đầu vào ngày 12 tháng 11 năm 2010 và tại Hoa Kỳ vào ngày 16 tháng 11. Tổng cộng Loud có bốn phiên bản vật lý khác nhau: Phiên bản tiêu chuẩn một đĩa CD; Phiên bản Deluxe bao gói digipak kèm thêm đoạn phim tư liệu The Making of Loud ở định dạng DVD; Phiên bản Couture gồm bản Deluxe của Loud với phần bìa là một tấm in litô cao cấp và một bộ hộp có bìa sang trọng trong suốt và một cuốn sách ảnh toàn kích cỡ; Phiên bản Ultra Couture do Rihanna mở đặt trước vào ngày 29 tháng 10 dành cho người hâm mộ gồm phiên bản Deluxe của Loud do nữ ca sĩ ký tên, tải xuống MP3 của toàn bộ bài hát Loud sát ngày ra mắt (Street date) cùng toàn bộ những ưu đãi đi kèm trong bản Couture. Ngoài phiên bản hợp tác với Eminem có mặt ở mọi phiên bản, phiên bản piano đơn ca của "Love the Way You Lie (Part II)" chỉ được bán kèm độc quyền trên iTunes Store. Phiên bản dành cho thị trường Nhật Bản được phát hành vào ngày 19 tháng 1 năm 2011 gồm có thêm hai phiên bản remix của "Only Girl (In the World)". Định dạng đĩa than vinyl của Loud chính thức được chào bán vào ngày 7 tháng 4 năm 2017.

### Biểu diễn trực tiếp

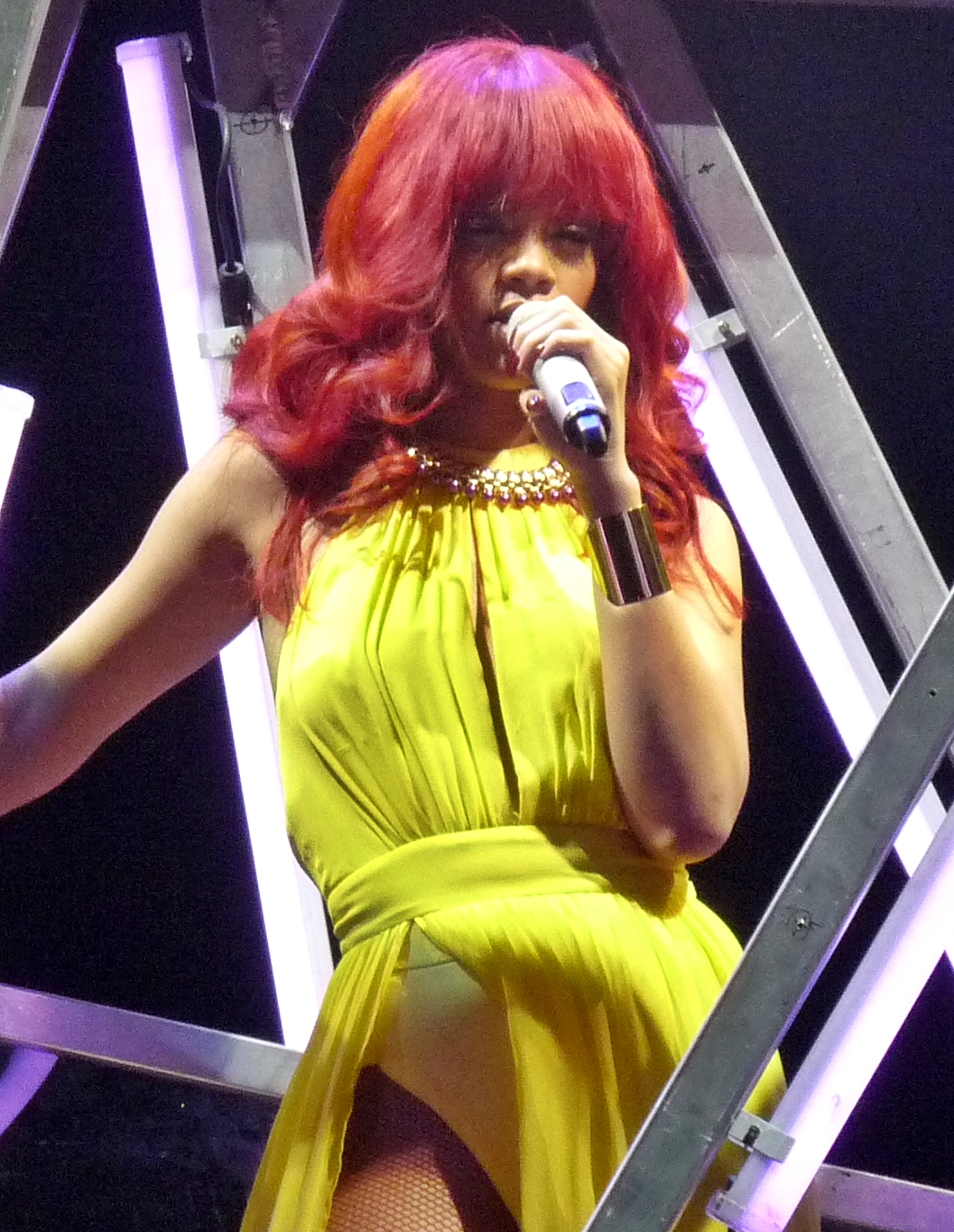
Rihanna biểu diễn "California King Bed" tại Loud Tour.

Để quảng bá album Loud, Rihanna tổ chức và tham gia nhiều chuyến lưu diễn và buổi diễn vòng quanh khắp châu Âu và Bắc Mỹ. Cô lần đầu biểu diễn đĩa đơn chủ đạo "Only Girl (In the World)" cùng với đĩa đơn thứ hai, "What's My Name?" ở Saturday Night Live tại Bắc Mỹ vào ngày 30 tháng 10 năm 2010. Tại Luân Đôn ở nước Anh vào ngày tiếp theo, Rihanna biểu diễn bài hát chủ đạo cho The X Factor. Ngày 7 và ngày 9 tháng 11, nữ ca sĩ biểu diễn "Only Girl (In the World)" tại lễ trao giải Âm nhạc châu Âu của MTV năm 2010 tại Madrid, và tại The X Factor phiên bản nước Ý. Hôm sau, cô lại tiếp tục sang Pháp để biểu diễn ca khúc cho Le Grand Journal. Rihanna trở lại Luân Đôn vào ngày 11 tháng 11 để ghi hình cho cuộc phỏng vấn cho chương trình trò chuyện The Graham Norton Show và hát "Only Girl (In the World)".
Trước thềm phát hành Loud tại Hoa Kỳ vào ngày 15 tháng 11, Rihanna biểu diễn trực tiếp "What's My Name?" cho The Seven của MTV tại Quảng trường Thời Đại, thành phố New York. Ngày hôm sau, Rihanna trình diễn bài hát tương tự trên chương trình trò chuyện Late Show with David Letterman. Ngày 17 tháng 11, nữ ca sĩ người Barbados đã biểu diễn "Only Girl (In the World)" và "What's My Name?" nhằm quảng bá Loud ở chương trình Good Morning America phát sóng trên kênh ABC. Sang ngày 21 tháng 11, Rihanna biểu diễn mở màn giải thưởng Âm nhạc Mỹ năm 2010 bằng bản liên khúc album Loud. Cô bắt đầu tiết mục bằng cách hát chay "Love the Way You Lie (Part II)" và ngồi trên cây đèn phát sáng và phần dưới là "một cánh đồng cỏ úa màu xám." Rihanna sau đó nhảy xuống và biểu diễn phiên bản solo của "What's My Name?" rồi đến bản ngắn của "Only Girl (In the World)". Tại giải thưởng này, cô giành được giải Nghệ sĩ nữ Soul/R&B được yêu thích nhất và để ăn mừng sau sự kiện, Rihanna đã quảng bá Loud bằng cách giảm giá tải xuống còn 5 đô la Mỹ trên trang thương mại Groupon trong ngày 22 tháng 11.
Ngày 11 tháng 12 năm 2010, Rihanna trở lại tại đêm chung kết loạt The X Factor của Anh để trình diễn "Unfaithful" cùng Matt Cardle, và đơn ca khêu gợi bài hát "What's My Name?". Buổi chung kết đã thu hút 14 triệu lượt xem cùng với 4.000 lượt phàn nàn chỉ trích vì biểu diễn "thiếu văn hóa", khiến cho cơ quan Ofcom phải vào cuộc điều tra The X Factor. Tại giải Grammy lần thứ 53 vào ngày 13 tháng 2, Rihanna trình diễn "What's My Name?" với Drake. Sang hai ngày tiếp theo, nữ ca sĩ có mặt tại giải Brit 2011 để trình diễn "S&M" lần đầu liên khúc với "Only Girl (In the World)" và "What's My Name?". Lúc đầu, Rihanna dự định biểu diễn mỗi "S&M" trùng ngày ra mắt tại Anh Quốc, nhưng cô đành phải hợp tác theo Brit Awards là "giảm bớt ca từ liên quan đến tình dục trong lời bài hát". Kể cả khi tức giận vì bị yêu cầu thay đổi tiết mục, Rihanna cũng đã đồng ý thay đổi bởi vì tập đoàn Brit Awards muốn tránh những lời than phiền tương tự như sự việc The X Factor. Rihanna trở thành nghệ sĩ khách mời tại NBA All-Star Game vào ngày 20 tháng 2 năm 2011 và biểu diễn liên khúc "Umbrella", "Only Girl (In the World)", "Rude Boy", "What's My Name?" (cùng Drake) và "All of the Lights" (cùng Kanye West).
Rihanna thể hiện "California King Bed" theo phong cách nhạc đồng quê lần đầu tiên cùng giọng ca chính của Sugarland, Jennifer Nettles, trong giải ACM Awards do Viện hàn lâm Nhạc đồng quê chủ trì vào ngày 3 tháng 4 năm 2011. Cô trở thành khách mời trong loạt American Idol mùa 10 vào ngày 14 tháng 4 năm 2011 và hát "California King Bed". Rihanna biểu diễn "California King Bed" tại Milan, Paris và Hamburg với vai trò là đại sứ cho thương hiệu chăm sóc sắc đẹp Nivea. Rihanna mở màn giải thưởng Billboard vào ngày 22 tháng 5 năm 2011 bằng phiên bản "S&M" remix cùng Britney Spears tại MGM Grand Garden Arena bên Las Vegas. Buổi biểu diễn sau đó đã nhận nhiều lời phàn nàn vì chứa nội dung khiêu dâm công khai ngay trên chương trình phát sóng của một kênh truyền hình thuộc sở hữu công cộng. Ngày 27 tháng 5 năm 2011, Rihanna trình diễn "Only Girl (In the World)", "California King Bed", "What's My Name?" và "S&M" ở loạt "Toyota Concert Series" của chương trình Today phát sóng trên đài NBC tại New York.

### Lưu diễn

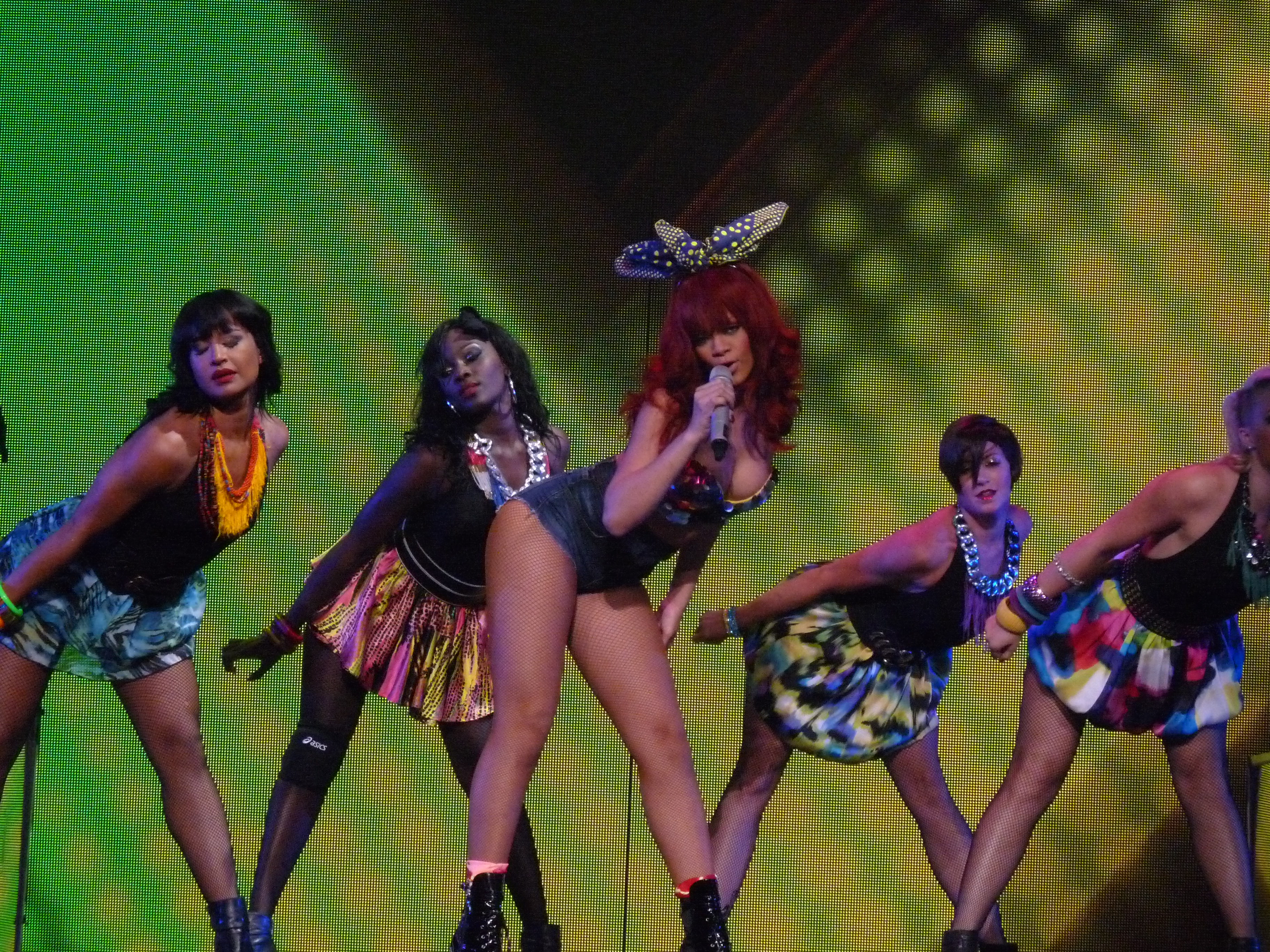
Rihanna biểu diễn "What's My Name?" tại Loud Tour.

Ngày 9 tháng 2 năm 2011, Rihanna công bố tổ chức chuyến lưu diễn thứ tư Loud Tour của cô để quảng bá album Loud bắt đầu từ tháng 6 năm 2011. Chuyến lưu diễn gồm khoảng trên dưới 100 chặng diễn và mang về doanh thu 90 triệu đô la Mỹ (117 triệu đô la Mỹ theo tỷ giá năm 2022). Rihanna tiết lộ thiết kế sân khấu rằng: "Chúng tôi vừa mới thiết kế sân khấu và một phần chúng tôi đang xây dựng nơi mà... người hâm mộ có thể thực sự ở buổi ca nhạc và đứng tại sân khấu gần hơn mà họ từng thấy. Đó mới là VIP thực sự." Chặng diễn ở Bắc Mỹ bắt đầu vào đầu tháng 6 năm 2011 tại Baltimore, Hoa Kỳ. Các rapper như Drake, Kanye West và Jay-Z đều góp mặt khách mời để biểu diễn lần lượt các bài hát hợp tác cùng Rihanna như "What's My Name?", "Run This Town", "All of the Lights" và "Umbrella". Ban đầu CeeLo Green dự kiến sẽ góp mặt với vai trò ca sĩ hỗ trợ ở Bắc Mỹ nhưng Green đành phải rời bỏ do vướng bận lịch trình cá nhân. Loud Tour trở nên rất đắt khách ở Vương quốc Anh và bán chạy với tổng số vé hòa nhạc lên đến 300.000. Qua đó, nhiều đợt lưu diễn tại quốc gia này được nữ ca sĩ liên tục bổ sung để đáp ứng đủ nhu cầu. Rihanna đã biểu diễn tổng cộng mười chặng tại O2 Arena ở Luân Đôn. Loud Tour được giới chuyên môn lẫn mộ điệu đánh giá tích cực và một số người gọi đó là "chuyến lưu diễn xuất sắc nhất của Rihanna". Amanda Ash của Vancouver Sun nhận xét rằng, "Rihanna biết cách mở tiệc theo phong cách gợi cảm, ướt át, chặt chẽ và tươi sáng, giúp nghiền nát mọi rắc rối của ngày hôm qua bằng đôi giày cao gót nhọn cùng giai điệu câu lạc bộ say như điếu đổ." Còn cây bút bên tờ Star Tribune thì cảm thấy nữ "ca sĩ người Barbados có hình tượng và giọng hát năng động hơn bao giờ hết." Giữa tháng 12 năm 2012, bộ phim hòa nhạc của chuyến lưu diễn, Loud Tour Live at the O2, ghi hình tại Luân Đôn được phát hành ở định dạng DVD.

## Đón nhận

### Đánh giá chuyên môn
| Đánh giá chuyên môn  | Đánh giá chuyên môn |
| Điểm trung bình      | Điểm trung bình     |
| Nguồn                | Đánh giá            |
| -------------------- | ------------------- |
| AnyDecentMusic?      | 6,2/10              |
| Metacritic           | 67/100              |
| Nguồn đánh giá       |                     |
| Nguồn                | Đánh giá            |
| AllMusic             | [ 52 ]              |
| The A.V. Club        | B−                  |
| Entertainment Weekly | A−                  |
| The Independent      | [ 65 ]              |
| Los Angeles Times    | [ 156 ]             |
| NME                  | 7/10                |
| Pitchfork            | 7,6/10              |
| Rolling Stone        | [ 158 ]             |
| Slant Magazine       | [ 30 ]              |
| Spin                 | 8/10                |

Loud nhận về những bài đánh giá nhìn chung là tích cực. Tại trang tổng hợp Metacritic dựa trên số điểm trên thang 100 từ những bài đánh giá của các cây bút đại chúng, album nhận về điểm trung bình là 67 trên tổng 22 bài đánh giá. Trong khi đó, bên phía AnyDecentMusic? thì Loud đạt 6,2 điểm trên thang 10 điểm. Jon Pareles của tờ The New York Times cho rằng album được "tính toán kín đáo, thú vị" và viết rằng nhạc phẩm đã "vận hành các sản phẩm nhạc pop nào đó gọn gàng như bất kỳ album nào trong năm nay, trong khi vẫn duy trì thương hiệu Rihanna". Leah Greenblatt đến từ Entertainment Weekly khẳng định Loud đã giúp cho Rihanna trở nên "bất khả chiến bại kể cả khi cô ấy rơi vào hoàn cảnh tồi tệ nhất — và [nữ ca sĩ] có thể tìm lại sự cứu chuộc chính xác theo kiểu nhạc pop nirvana đã khiến cô ấy nổi tiếng ngay từ đầu". Nhà phê bình James Reed viết cho trang web Boston.com gọi album là "sự trở lại không hề nao núng của Rihanna tại nơi cô thuộc về chính là sàn nhảy" và tuyên bố: "Cô ấy là động lực cho 11 bài hát này tựa như giải phóng bản thân khỏi vực sâu vậy". Stacey Anderson thuộc tạp chí Spin biểu dương "tuyên bố đầy đủ, lành mạnh về tình dục giới tính" của Rihanna và nói rằng album đã "mang lại nét đặc trưng của phụ nữ tự tin ngang bằng với những phong cách đẹp nhất của Shakira hoặc Beyoncé".
Genevieve Koski viết cho The A.V. Club đã ca tụng Rihanna vì đã nâng tầm âm thanh phổ quát của album và giọng ca của nữ ca sĩ "tựa như được tiếp thêm sinh lực, mang đến những màn trình diễn giọng hát lôi cuốn bằng chất liệu không phải lúc nào cũng đảm bảo là có thể làm được". Cây bút Emily Mackay phụ trách bên NME cảm nhận chất nhạc "thử nghiệm của [Loud] lại còn tự nhiên và mang nhịp độ giai điệu tốt hơn" cả Rated R. Thomas Conner trực thuộc Chicago Sun-Times đã lên bài viết luận rằng "không khí ăn mừng trong những bài hát mới đầy hư hỏng của Rihanna đã được pha trộn thêm một số hương vị u ám hơn đến từ Rated R". Tay viết lách âm nhạc Ryan Dombal cho trang Pitchfork đã tán tương album "pop sôi nổi nhiệt huyết" và bảo rằng "Phong thái tự do của [Rihanna] trong việc tạo dựng những bản hit thành công cho Loud hoàn toàn có thể dẫn đến những bước di chuyển quá an toàn hoặc những đợt bán thử nghiệm [trong âm nhạc] mang lại kết quả tuyệt vời một cách đáng ngạc nhiên". Ed Power của Hot Press tôn vinh các bài hát "không có nội dung ẩn ý" và bàn luận rằng những câu hook của các tác phẩm "vươn xa cả khả năng gây nghiện."
Ở những bài đánh giá trái chiều, Andy Kellman biên tập cho AllMusic cảm nhận chất liệu của album bằng các cụm từ "tồi tệ" và "không đồng đều", đồng thời gọi đây là "một tập hợp các bài hát từ nghèo nàn đến chắc chắn không tập trung hơn là một tập hợp thống nhất". Andy Gill xuất bản cho tờ The Independent cảm thấy rằng "những bài hát thú vị hơn là những bài ít đòi hỏi cảm xúc dễ bị tổn thương của cô ấy hơn". Sal Cinquemani bên Slant Magazine mặc dù đánh giá cao đa phần "yếu tố Tây Ấn tinh tế mà Rihanna và nhóm đồng sản xuất đã thấm nhuần một cách thông minh" trong album nhưng anh vẫn phát hiện một số sai sót trong quá trình sản xuất và viết rằng "Rihanna luôn gặp khó khăn khi hòa nhập vào một thể loại ... và dù có thế nào đi chăng nữa, Rihanna vẫn tiếp tục phát triển phong cách ngay trong album Loud". Hugh Montgomery đến từ The Guardian nhận xét rằng "về mặt âm thanh thì khá là không có gì đáng chú ý ... nhưng sức nổi chói tai của [những bài hát trong album] thì lại rất khó cưỡng". August Brown viết cho Los Angeles Times đã ca ngợi Loud là lời nhắc nhở mạnh mẽ về kỹ năng của Rihanna trước sự cố Grammy năm 2009 đã "thay đổi cách chúng ta đọc hiểu các bài hát của cô ấy."

### Diễn biến thương mại
Tại Hoa Kỳ, Loud ra mắt ở vị trí thứ ba và cũng là cao nhất trên bảng xếp hạng Billboard 200 nhờ vào doanh số tuần đầu đạt 207.000 bản cao nhất sự nghiệp của Rihanna tại thời điểm đó. Ở bảng xếp hạng Billboard R&B/Hip-Hop Albums, nhạc phẩm mở màn ở ngôi quán quân. Đến ngày 3 tháng 7 năm 2011, Loud trở thành album bán chạy thứ 11 trong năm 2011 ở Hoa Kỳ với tổng doanh số tính từ ngày 1 tháng 1 đến thời điểm ước tính đạt 598.000 bản. Tạp chí Billboard xếp Loud vào vị trí hạng 9 trong danh sách album cuối năm 2011. Tính đến ngày 31 tháng 5 năm 2024, Loud đạt chứng nhận 5× Bạch kim từ Hiệp hội Công nghiệp Ghi âm Hoa Kỳ (RIAA) tương đương với 5 triệu đơn vị tiêu thụ album, trong đó gồm có doanh số bán album thuần túy là 1,8 triệu bản tại Hoa Kỳ tính đến tháng 6 năm 2015.
Loud cũng gặt hái được nhiều thành công về mặt thương mại bên ngoài lãnh thổ Hoa Kỳ. Ở Canada, Loud ra mắt ở vị trí quán quân trên Canadian Albums Chart nhờ tuần đầu tẩu tán 27.000 bản. Đến ngày 26 tháng 11 năm 2010, Loud đạt 80.000 bản tiêu thụ ứng với chứng nhận đĩa Bạch kim đơn và tiếp tục cho đến ngày 8 tháng 9 năm 2011, doanh số Loud đạt được 240.000 bản ở Canada và được chứng nhận đĩa 3× Bạch kim. Ở Pháp, album ra mắt ở hạng ba trong tuần đầu với số lượt tiêu thụ đạt 17.304. Trong tuần thứ sáu trụ hạng ở Pháp, Loud cán mốc 100.000 đơn vị tiêu thụ, tổng đạt 355.000 đơn vị ở Pháp tính ở thời điểm tháng 4 năm 2013. Vào ngày 20 tháng 2 năm 2011, Loud đạt hạng cao nhất ở vị trí thứ 2 ở bảng xếp hạng Album Úc. Album còn đạt chứng nhận đĩa 3× Bạch kim vào ngày 30 tháng 10 năm 2015 từ Hiệp hội Công nghiệp ghi âm Úc. Loud vươn lên hạng cao nhất ở vị trí thứ 11 ở Ý, trở thành album số một thứ ba liên tiếp của nữ ca sĩ ở Thụy Sĩ, và ra mắt ở hạng hai trên bảng xếp hạng album Đức.
Loud ra mắt ở hạng hai tại Anh với doanh số bán ra trong tuần đầu tiên đạt 91.000 bản và trở thành album thứ hai của Rihanna leo lên được ngôi quán quân ở Anh vào đầu tháng 1 năm 2011. Loud còn trở thành album bán chạy thứ tư trong năm 2010 ở Anh Quốc. Loud đạt chứng nhận đĩa 7× Bạch kim từ British Phonographic Industry (BPI) nhờ tổng tiêu thụ bán lẻ đạt 2,1 triệu bản, đồng thời trở thành album R&B và hip hop bán chạy nhất năm 2011 ở Anh. Tháng 8 năm 2012, Loud trở thành album kỹ thuật số bán chạy thứ năm mọi thời đại tại Anh và tính đến tháng 3 năm 2015, Loud là album bán chạy thứ 45 trong thiên niên kỷ tại quốc gia này. Tính đến tháng 11 năm 2011, album bán được 8 triệu bản trên toàn thế giới. Ngoài các quốc gia nêu trên, Loud còn vươn lên vị trí quán quân ở các bảng xếp hạng vùng và lãnh thổ châu Âu (1), Scotland (1), Ireland (1) và Na Uy (1); các thứ hạng cao ở Đan Mạch (2), Wallonie của Bỉ (2), Vlaanderen (3), Áo (3), Nga (3), New Zealand (4), Ba Lan (4), Nhật Bản (5), Hà Lan (6), Hungary (6) và Tây Ban Nha (6).

### Thành tựu
Ở giải Grammy lần thứ 53 tại Los Angeles vào ngày 13 tháng 2 năm 2011, đĩa đơn mở đường "Only Girl (In the World)" thắng giải Thu âm nhạc dance/điện tử xuất sắc nhất. Sang giải thưởng Âm nhạc Billboard 2011 vào ngày 22 tháng 5, Loud được đề cử giải Album R&B hàng đầu và "What's My Name?" được đề cử giải Bài hát R&B hàng đầu. Đến ngày 20 tháng 11, album đoạt giải Album Soul/Rhythm/Blues được yêu thích nhất và được đề cử giải Album Pop/Rock được yêu thích nhất tại giải thưởng Âm nhạc Mỹ năm 2011. Tại giải Grammy lần thứ 54 vào ngày 12 tháng 2 năm 2012, Loud được đề cử ở hai hạng mục Album của năm, Album giọng pop xuất sắc nhất, còn bài hát "What's My Name?" thì mang về một đề cử Hợp tác Rap/Hát xuất sắc nhất. Ngày 1 tháng 4 năm 2012, Loud nhận được đề cử ở hạng mục Album quốc tế của năm tại giải Juno cùng năm.
Loud được nhiều ấn phẩm xướng danh vào danh sách hàng đầu. Cây bút Taylor Weatherby từ Billboard đã xếp album ở vị trí 84 trong danh sách 100 album xuất sắc nhất thập niên 2010 và khen ngợi Rihanna đã củng cố vị trí của mình với tư cách là "một trong những nghệ sĩ tạo hit đều đặn trong làng nhạc pop" bằng việc cho ra mắt một LP chứa danh sách ca khúc "chỉ toàn là hit". Loud xuất hiện ở vị trí thứ 5 trong danh sách 33 album hàng đầu của năm 2010 theo trang Popjustice. Các nhà phê bình âm nhạc Rebecca Nicholson và Alex Needham đến từ báo The Guardian đã lần lượt chọn Loud là album thứ tư và đĩa đơn "Only Girl (In the World)" là bài hát thứ năm xuất sắc nhất năm 2010. Ngoài ra, nhóm tác giả chuyên nhạc pop và rock bên The Guardian còn xếp Loud ở vị trí thứ 34 trong danh sách 40 album xuất sắc của năm 2010.
Năm 2021, cây viết Rhian Daly bên NME xếp Loud là album hay thứ nhì của Rihanna chỉ sau Anti. Cô nhận xét việc phó chủ tịch Def Jam từng bảo rằng sẽ không có "bài hát nhồi nhét vào album" là hơi quá. Daly cho rằng tuy đúng là Loud sở hữu nhiều bản hit khiến cho album mang tính biểu tượng nhất, nhưng hai bài "California King Bed" và "Complicated" đã lần lượt trở thành điểm trừ của Loud vì "dịu dàng" và "vô vị". Payton Wilson đến từ mạng lưới Revolt cũng xếp Loud ở vị trí thứ 2 sau Anti vào tháng 2 năm 2024. Anh nhận định chính giai điệu sôi động, sống động và tràn đầy năng lượng của album phù hợp với cả một giai đoạn trong sự nghiệp của Rihanna đã đưa nữ ca sĩ đến tượng đài thống trị về mặt thương mại và trở thành một biểu tượng được công nhận trên toàn cầu. Wilson cũng nhận xét chuyến lưu diễn quảng bá album Loud Tour đã góp phần tăng cường sự hiện diện của nữ ca sĩ người Barbados. Đồng tình, tạp chí Essence cũng xếp Loud ở hàng thứ 2 phía sau Anti và chỉ ra những đặc điểm như âm thanh sôi động, chất liệu tươi sáng lạc quan từ hai album từ đầu và yếu tố rock lẫn reggae góp phần đưa đến thành công thương mại của nhạc phẩm.

## Danh sách ca khúc và phiên bản
Thông tin danh sách ca khúc và phần ghi công được lấy từ ghi chú của Loud.
| Danh sách ca khúc của Loud — Phiên bản tiêu chuẩn | Danh sách ca khúc của Loud — Phiên bản tiêu chuẩn     | Danh sách ca khúc của Loud — Phiên bản tiêu chuẩn | Danh sách ca khúc của Loud — Phiên bản tiêu chuẩn           | Danh sách ca khúc của Loud — Phiên bản tiêu chuẩn |
| STT                                               | Nhan đề                                               | Sáng tác | Nhà sản xuất                                                | Thời lượng                                        |
| ------------------------------------------------- | ----------------------------------------------------- | --- | ----------------------------------------------------------- | ------------------------------------------------- |
| 1.                                                | "S&M"                                                 | Mikkel S. Eriksen Tor Erik Hermansen Sandy Wilhelm Ester Dean                                                                                           | Stargate Sandy Vee Kuk Harrell [ d ] Veronika Bozeman [ d ] | 4:03                                              |
| 2.                                                | "What's My Name?" (hợp tác với Drake)                 | Eriksen Hermansen Dean Traci Hale Aubrey Graham | Stargate Harrell [ d ]                                      | 4:23                                              |
| 3.                                                | "Cheers (Drink to That)"                              | Andrew Harr Jermaine Jackson Stacy Barthe Laura Pergolizzi Corey Gibson Chris Ivery Robyn Fenty Lauren Christy Graham Edwards Avril Lavigne Scott Spock | The Runners Makeba Riddick [ d ]                            | 4:21                                              |
| 4.                                                | "Fading"                                              | Darnell Dalton Jamal Jones Lamar Taylor Quinton Amey William Hodge                                                                                      | Polow da Don Willy Will Harrell [ d ] Bozeman [ d ]         | 3:19                                              |
| 5.                                                | "Only Girl (In the World)"                            | Crystal Johnson Eriksen Hermansen Wilhelm | Stargate Vee Harrell [ d ]                                  | 3:55                                              |
| 6.                                                | "California King Bed"                                 | Harr Jackson Priscilla Renea Alex Delicata Fenty | The Runners Harrell [ d ]                                   | 4:11                                              |
| 7.                                                | "Man Down"                                            | Shama Joseph Timothy Thomas Theron Thomas Shontelle Layne Fenty                                                                                         | Sham Harrell [ d ]                                          | 4:27                                              |
| 8.                                                | "Raining Men" (hợp tác với Nicki Minaj)               | Melvin Hough II Rivelino Wouter Timothy Thomas Theron Thomas Onika Maraj                                                                                | Mel & Mus Harrell [ d ]                                     | 3:44                                              |
| 9.                                                | "Complicated"                                         | C. "Tricky" Stewart Dean | Stewart Dean Harrell [ d ]                                  | 4:17                                              |
| 10.                                               | "Skin"                                                | Kenneth Coby Ursula Yancy Fenty | Soundz Riddick [ d ] Harrell [ d ]                          | 5:03                                              |
| 11.                                               | "Love the Way You Lie (Part II)" (hợp tác với Eminem) | Alexander Grant Holly Hafermann Marshall Mathers | Alex da Kid Harrell [ d ]                                   | 4:56                                              |
| Tổng thời lượng:                                  | Tổng thời lượng:                                      | Tổng thời lượng: | Tổng thời lượng:                                            | 46:39                                             |

| Loud — Nội dung bổ sung ở phiên bản Spotify | Loud — Nội dung bổ sung ở phiên bản Spotify       | Loud — Nội dung bổ sung ở phiên bản Spotify |
| STT                                         | Nhan đề                                           | Thời lượng                                  |
| ------------------------------------------- | ------------------------------------------------- | ------------------------------------------- |
| 12.                                         | "Only Girl (In the World)" (The Bimbo Jones Club) | 7:17                                        |
| Tổng thời lượng:                            | Tổng thời lượng:                                  | 53:56                                       |

| Loud — Nội dung bổ sung ở phiên bản Amazon Prime Music | Loud — Nội dung bổ sung ở phiên bản Amazon Prime Music | Loud — Nội dung bổ sung ở phiên bản Amazon Prime Music |
| STT                                                    | Nhan đề                                                | Thời lượng                                             |
| ------------------------------------------------------ | ------------------------------------------------------ | ------------------------------------------------------ |
| 12.                                                    | "Only Girl (In the World)" (CCW Mix Show Edit)         | 5:55                                                   |
| 13.                                                    | "Only Girl (In the World)" (Video âm nhạc)             | 4:15                                                   |
| Tổng thời lượng:                                       | Tổng thời lượng:                                       | 56:49                                                  |

| Loud — Nội dung bổ sung ở phiên bản Nhật Bản | Loud — Nội dung bổ sung ở phiên bản Nhật Bản       | Loud — Nội dung bổ sung ở phiên bản Nhật Bản |
| STT                                          | Nhan đề                                            | Thời lượng                                   |
| -------------------------------------------- | -------------------------------------------------- | -------------------------------------------- |
| 12.                                          | "Only Girl (In the World)" (The Bimbo Jones Radio) | 3:53                                         |
| 13.                                          | "Only Girl (In the World)" (CCW Radio Mix)         | 3:44                                         |
| Tổng thời lượng:                             | Tổng thời lượng:                                   | 54:16                                        |

| Loud — Nội dung bổ sung ở phiên bản Deluxe trên iTunes Store | Loud — Nội dung bổ sung ở phiên bản Deluxe trên iTunes Store                                 | Loud — Nội dung bổ sung ở phiên bản Deluxe trên iTunes Store |
| STT                                                          | Nhan đề                                                                                      | Thời lượng                                                   |
| ------------------------------------------------------------ | -------------------------------------------------------------------------------------------- | ------------------------------------------------------------ |
| 12.                                                          | "Love the Way You Lie (Part II)" (Phiên bản Piano)                                           | 4:09                                                         |
| 13.                                                          | "Only Girl (In the World)" (Video âm nhạc)                                                   | 4:15                                                         |
| 14.                                                          | "Only Girl (In the World)" (Mixin Marc & Tony Svejda Mix Show Edit) (Chỉ dành cho đặt trước) | 6:25                                                         |
| Tổng thời lượng:                                             | Tổng thời lượng:                                                                             | 61:28                                                        |

| Loud — DVD The Making of Loud đi kèm trong phiên bản Deluxe | Loud — DVD The Making of Loud đi kèm trong phiên bản Deluxe                                                     | Loud — DVD The Making of Loud đi kèm trong phiên bản Deluxe |
| STT                                                         | Nhan đề | Thời lượng                                                  |
| ----------------------------------------------------------- | --- | ----------------------------------------------------------- |
| 1.                                                          | "The Making of Loud: Chapter 1"                                                                                 | 0:48                                                        |
| 2.                                                          | "The Making of Loud: Chapter 2 – Raining Men Recording Session"                                                 | 1:32                                                        |
| 3.                                                          | "The Making of Loud: Chapter 3 – Man Down Recording Session"                                                    | 1:40                                                        |
| 4.                                                          | "The Making of Loud: Chapter 4"                                                                                 | 0:30                                                        |
| 5.                                                          | "The Making of Loud: Chapter 5 – Live in NYC – Madison Square Garden"                                           | 7:00                                                        |
| 6.                                                          | "The Making of Loud: Chapter 6 – Reb'l Fleur Photo Shoot"                                                       | 3:30                                                        |
| 7.                                                          | "The Making of Loud: Chapter 7 – Loud Album Art Photo Shoot"                                                    | 1:52                                                        |
| 8.                                                          | "The Making of Loud: Chapter 8 – Day One"                                                                       | 3:39                                                        |
| 9.                                                          | "The Making of Loud: Chapter 9 – Day Two"                                                                       | 2:48                                                        |
| 10.                                                         | "The Making of Loud: Chapter 10 – Credits" (kèm theo video hậu trường The Making of "Only Girl (In the World)") | 3:05                                                        |
| Tổng thời lượng:                                            | Tổng thời lượng:                                                                                                | 26:24                                                       |

Ghi chú
- "Cheers (Drink to That)" sử dụng mẫu "I'm with You" (2002) do Avril Lavigne thể hiện và được sáng tác bởi Scott Spock, Graham Edwards và Lauren Christy.[59][218]

| Loud (Phiên bản Ultra Couture) [CD+DVD] - Ảnh bìa Deluxe do Rihanna ký tên trực tiếp lên đó (in thạch bản) - Phần vỏ sang trọng trong suốt được gia tăng độ bền - Phiên bản Deluxe của Loud [CD+DVD] - Video The Making of Loud ở định dạng DVD - Sách ảnh toàn kích cỡ dày 20 trang - Tải album ở định dạng MP3 ở sát ngày ra mắt (Street date) | Loud (Phiên bản Couture) [CD+DVD] - Ảnh bìa Deluxe (in thạch bản) - Phần vỏ sang trọng trong suốt được gia tăng độ bền - Phiên bản Deluxe của Loud [CD+DVD] - Video The Making of Loud ở định dạng DVD - Sách ảnh toàn kích cỡ dày 20 trang |

## Đội ngũ sản xuất
Thông tin phần ghi công sản xuất của Loud được lấy từ AllMusic và ghi chú của album.

### Nhạc sĩ
| - Rihanna – giọng hát, chỉ đạo nghệ thuật, chỉ đạo ý tưởng, thiết kế ý tưởng, giám đốc sản xuất - Stacy Barthe – giọng hát nền (bài hát số 3) - Nuno Bettencourt – guitar (bài hát số 10) - Alex Delicata – guitar điện và acoustic (bài hát số 6) - Drake – giọng hát (bài hát số 2) - Eminem – giọng hát (bài hát số 11) - Eric England – guitar bass (bài hát số 6) | - Mikkel S. Eriksen – đánh nhạc cụ (bài hát số 1, 2, 5) - Tor Erik Hermansen – đánh nhạc cụ (bài hát số 1, 2, 5) - Cristyle Johnson – giọng hát nền (bài hát số 5) - Nicki Minaj – giọng hát (bài hát số 8) - Priscilla Renea – giọng hát nền (bài hát số 6) - Theron Thomas – giọng hát nền (bài hát số 8) - Sandy Vee – đánh nhạc cụ (bài hát số 1, 5) |

### Sản xuất
- Camilla Akrans – chụp ảnh
- Veronika Bozeman – sản xuất giọng hát bổ sung (bài hát số 1, 4)
- Noel Cadastre – hỗ trợ kỹ thuật giọng hát cho Drake (bài hát số 2)
- Bobby Campbell – hỗ trợ kỹ thuật giọng hát (bài hát số 1, 2, 7, 9–11), hỗ trợ trộn nhạc (bài hát số 3)
- Ariel Chobaz – kỹ thuật giọng hát (bài hát số 8)
- Cary Clark – kỹ thuật âm nhạc (bài hát số 7)
- Corey Shoemaker – kỹ thuật âm nhạc (bài hát số 4)
- Carol Corless – sản xuất đóng gói
- Karin Darnell – trang điểm
- Ester Dean – sản xuất (bài hát số 9), giọng hát nền (bài hát số 1, 2, 4)
- Mikkel S. Eriksen – sản xuất và kỹ thuật âm nhạc (bài hát số 1, 2, 5)
- Jesus Garnica – hỗ trợ trộn nhạc (bài hát số 8–10)
- Chris Gehringer – kỹ thuật master
- Brad Palmer – thiết kế ý tưởng, đạo diễn video
- Brian Palmer – đạo diễn video, sản xuất video
- Josh Gudwin – kỹ thuật giọng hát (bài hát số 1, 2, 4–11)
- Mariel Haenn – nhà tạo mẫu
- Alex Haldi – chỉ đạo nghệ thuật, thiết kế ý tưởng
- Inaam Haq – hỗ trợ kỹ thuật giọng hát (bài hát số 3, 5)
- Kuk Harrell – sản xuất giọng hát và kỹ thuật giọng hát (bài hát số 1, 2, 4–11)
- Koby Hass – hỗ trợ kỹ thuật giọng hát (bài hát số 8)
- Tor Erik Hermansen – sản xuất (bài hát số 1, 2, 5)
- Jaycen Joshua – trộn nhạc (bài hát số 8–10)
- Brandon Joner – hỗ trợ kỹ thuật giọng hát cho Drake (bài hát số 2)
- JP Robinson – chỉ đạo nghệ thuật, thiết kế ý tưởng
- Rob Katz – hỗ trợ kỹ thuật giọng hát (bài hát số 10)
- Alex da Kid – sản xuất và kỹ thuật âm nhạc (bài hát số 11)
- Damien Lewis – hỗ trợ bổ sung và hỗ trợ kỹ thuật (bài hát số 1, 2, 4–6)
- Dane Liska – hỗ trợ kỹ thuật giọng hát (bài hát số 3, 5)
- Erik Madrid – hỗ trợ trộn nhạc (bài hát số 7, 11)
- Deborah Mannis-Gardner – xin giấy phép lấy mẫu âm thanh
- Scott Marcus – A&R
- Manny Marroquin – trộn nhạc (bài hát số 7, 11)
- Dana Nielsen – kỹ thuật âm nhạc (bài hát số 8)
- Ben O'Neill – hỗ trợ kỹ thuật âm nhạc (bài hát số 3)
- Ciarra Pardo – chỉ đạo nghệ thuật, chỉ đạo ý tưởng, thiết kế ý tưởng
- Christian Plata – hỗ trợ trộn nhạc (bài hát số 7, 11)
- Polow da Don – sản xuất (bài hát số 4)
- Antonio "L.A." Reid – giám đốc sản xuất
- Shama "Sham" Joseph – sản xuất (bài hát số 7)
- Antonio Resendiz – hỗ trợ kỹ thuật giọng hát (bài hát số 3)
- Makeba Riddick – sản xuất giọng hát (bài hát số 3, 10)
- Evan Rogers – giám đốc sản xuất
- Chad "C Note" Roper – kỹ thuật âm nhạc (bài hát số 10)
- The Runners – sản xuất (bài hát số 3, 6)
- Brad Shea – hỗ trợ kỹ thuật giọng hát (bài hát số 3, 5)
- Noah "40" Shebib – kỹ thuật giọng hát cho Drake (bài hát số 2)
- Ursula Stephen – nhà tạo kiểu tóc
- Jay Stevenson – kỹ thuật âm nhạc (bài hát số 4)
- Christopher "Tricky" Stewart – sản xuất (bài hát số 9)
- Mike Strange – kỹ thuật giọng hát cho Eminem (bài hát số 11)
- Carl Sturken – giám đốc sản xuất
- Phil Tan – trộn nhạc (bài hát số 1, 2, 4–6)
- Brian "B-Luv" Thomas – kỹ thuật âm nhạc (bài hát số 9)
- Marcos Tovar – kỹ thuật giọng hát (toàn bộ bài hát), trộn nhạc (bài hát số 3)
- Sandy Vee – sản xuất và trộn nhạc (bài hát số 1, 5), kỹ thuật (bài hát số 1, 4, 5)
- Jeff "Supa Jeff" Villanueva – kỹ thuật âm nhạc (bài hát số 3, 6)
- Miles Walker – kỹ thuật âm nhạc (bài hát số 1, 2, 5)
- Kyle White – hỗ trợ kỹ thuật giọng hát (bài hát số 6)
- Andrew Wuepper – kỹ thuật âm nhạc (bài hát số 9)
- Robert Zangardi – nhà tạo mẫu

## Bảng xếp hạng
| Bảng xếp hạng (2010–11)                  | Vị trí cao nhất |
| ---------------------------------------- | --------------- |
| Album Úc (ARIA)                          | 2               |
| Album Úc Urban (ARIA)                    | 1               |
| Album Áo (Ö3 Austria)                    | 3               |
| Album Bỉ (Ultratop Vlaanderen)           | 3               |
| Album Bỉ (Ultratop Wallonie)             | 2               |
| Album Canada (Billboard)                 | 1               |
| Album Croatia (Toplista)                 | 37              |
| Album Cộng hòa Séc (IFPI)                | 12              |
| Album Đan Mạch (Hitlisten)               | 2               |
| Album Hà Lan (Album Top 100)             | 6               |
| Album Châu Âu (Billboard)                | 1               |
| Album Phần Lan (Suomen virallinen lista) | 7               |
| Album Pháp (SNEP)                        | 3               |
| Album Đức (Offizielle Top 100)           | 2               |
| Album Hy Lạp (IFPI Greece)               | 10              |
| Album Hungary (MAHASZ)                   | 6               |
| Album Ireland (IRMA)                     | 1               |
| Album Ý (FIMI)                           | 11              |
| Album Nhật Bản (Oricon)                  | 5               |
| Album México (Top 100 Mexico)            | 17              |
| Album New Zealand (RMNZ)                 | 4               |
| Album Na Uy (VG-lista)                   | 1               |
| Album Ba Lan (OLiS)                      | 4               |
| Album Bồ Đào Nha (AFP)                   | 11              |
| Album Nga (M2)                           | 3               |
| Album Scotland (OCC)                     | 1               |
| Album Tây Ban Nha (PROMUSICAE)           | 6               |
| Album Thụy Điển (Sverigetopplistan)      | 15              |
| Album Thụy Sĩ (Schweizer Hitparade)      | 1               |
| Album Anh Quốc (OCC)                     | 1               |
| Album Anh Quốc R&B (OCC)                 | 1               |
| Album Hoa Kỳ Billboard 200               | 3               |
| Album Hoa Kỳ Top R&B/Hip Hop (Billboard) | 1               |

| Bảng xếp hạng (2010)           | Vị trí |
| ------------------------------ | ------ |
| Album Pháp                     | 33     |
| Album Pháp Digital             | 35     |
| Album Đức (Offizielle Top 100) | 39     |
| Album Hungary                  | 62     |
| Album Ireland                  | 5      |
| Album Hà Lan                   | 83     |
| Album Ba Lan                   | 36     |
| Album Thụy Sĩ                  | 21     |
| Album Anh Quốc                 | 4      |

| Bảng xếp hạng (2011)           | Vị trí |
| ------------------------------ | ------ |
| Album Úc                       | 13     |
| Album Áo                       | 33     |
| Album Bỉ (Flanders)            | 8      |
| Album Canada                   | 2      |
| Album Đan Mạch                 | 22     |
| Album Pháp                     | 13     |
| Album Pháp Digital             | 6      |
| Album Đức (Offizielle Top 100) | 32     |
| Album Hungary                  | 37     |
| Album Hà Lan                   | 31     |
| Album Ba Lan                   | 64     |
| Album Tây Ban Nha              | 34     |
| Album Thụy Điển                | 39     |
| Album Thụy Sĩ                  | 6      |
| Album Anh Quốc                 | 6      |
| Album Hoa Kỳ Billboard 200     | 9      |
| Album Hoa Kỳ Digital           | 8      |
| Album Hoa Kỳ Top R&B/Hip-Hop   | 3      |
| Thế giới                       | 8      |

| Bảng xếp hạng (2012)         | Vị trí |
| ---------------------------- | ------ |
| Album Hoa Kỳ Top R&B/Hip-Hop | 46     |

| Bảng xếp hạng (2014) | Vị trí |
| -------------------- | ------ |
| Album Thụy Điển      | 85     |

| Bảng xếp hạng (2021)         | Vị trí |
| ---------------------------- | ------ |
| Album Bỉ (Ultratop Flanders) | 152    |

| Bảng xếp hạng (2022)         | Vị trí |
| ---------------------------- | ------ |
| Album Bỉ (Ultratop Flanders) | 167    |

| Bảng xếp hạng (2023)              | Vị trí |
| --------------------------------- | ------ |
| Album Bỉ (Ultratop Flanders)      | 150    |
| Album Thụy Sĩ (Sverigetopplistan) | 74     |

| Bảng xếp hạng (2010–2019)  | Vị trí |
| -------------------------- | ------ |
| Album Úc (ARIA)            | 45     |
| Album Anh Quốc (OCC)       | 11     |
| Album Hoa Kỳ Billboard 200 | 101    |

| Bảng xếp hạng           | Vị trí |
| ----------------------- | ------ |
| Album Ireland Nữ (IRMA) | 13     |

## Chứng nhận
| Quốc gia | Chứng nhận  | Số đơn vị/doanh số chứng nhận |
| --- | ----------- | ----------------------------- |
| Úc (ARIA) | 3× Bạch kim | 210.000^                      |
| Áo (IFPI Áo) | Vàng        | 10.000*                       |
| Bỉ (BEA) | Bạch kim    | 30.000*                       |
| Brasil (Pro-Música Brasil) | Bạch kim    | 40.000*                       |
| Canada (Music Canada) | 3× Bạch kim | 240.000^                      |
| Đan Mạch (IFPI Đan Mạch) | 4× Bạch kim | 80.000‡                       |
| Pháp (SNEP) | —           | 355.000                       |
| GCC (IFPI Trung Đông) | Vàng        | 3.000*                        |
| Đức (BVMI) | 2× Bạch kim | 600.000‡                      |
| Hungary (Mahasz) | Vàng        | 3.000^                        |
| Ireland (IRMA) | 5× Bạch kim | 75.000^                       |
| Ý (FIMI) | Bạch kim    | 60.000*                       |
| Nhật Bản (RIAJ) | Vàng        | 100.000^                      |
| New Zealand (RMNZ) | 5× Bạch kim | 75.000‡                       |
| Ba Lan (ZPAV) | 3× Bạch kim | 60.000*                       |
| Bồ Đào Nha (AFP) | Vàng        | 10.000^                       |
| Nga (NFPF) | Vàng        | 5.000*                        |
| Singapore (RIAS) | Bạch kim    | 10.000*                       |
| Tây Ban Nha (PROMUSICAE) | Vàng        | 30.000^                       |
| Thụy Điển (GLF) | 2× Bạch kim | 80.000‡                       |
| Thụy Sĩ (IFPI) | 2× Bạch kim | 60.000^                       |
| Anh Quốc (BPI) | 7× Bạch kim | 2.100.000‡                    |
| Hoa Kỳ (RIAA) | 5× Bạch kim | 5.000.000‡                    |
| Tổng hợp |             |                               |
| Châu Âu (IFPI) | 3× Bạch kim | 3.000.000*                    |
| Thế giới | —           | 8.000.000                     |
| * Chứng nhận dựa theo doanh số tiêu thụ. ^ Chứng nhận dựa theo doanh số nhập hàng. ‡ Chứng nhận dựa theo doanh số tiêu thụ và phát trực tuyến. |             |                               |

## Lịch sử phát hành
| Khu vực     | Ngày                 | Định dạng                   | Phiên bản                  | Hãng               | Chú thích |
| ----------- | -------------------- | --------------------------- | -------------------------- | ------------------ | --------- |
| Úc          | 12 tháng 11 năm 2010 | CD                          | Tiêu chuẩn                 | Def Jam Recordings | [ 101 ]   |
| Đức         | 12 tháng 11 năm 2010 | CD, CD+DVD                  | Tiêu chuẩn, deluxe         | Def Jam Recordings | [ 293 ]   |
| Ireland     | 12 tháng 11 năm 2010 | Tải kỹ thuật số             | Tiêu chuẩn                 | Def Jam Recordings | [ 294 ]   |
| Hà Lan      | 12 tháng 11 năm 2010 | CD                          | Tiêu chuẩn                 | Def Jam Recordings | [ 295 ]   |
| Pháp        | 15 tháng 11 năm 2010 | CD, CD+DVD                  | Tiêu chuẩn, deluxe         | Def Jam Recordings | [ 296 ]   |
| New Zealand | 15 tháng 11 năm 2010 | CD, CD+DVD                  | Tiêu chuẩn, deluxe         | Def Jam Recordings | [ 297 ]   |
| Bồ Đào Nha  | 15 tháng 11 năm 2010 | CD, CD+DVD                  | Tiêu chuẩn, deluxe         | Def Jam Recordings | [ 298 ]   |
| Philippines | 15 tháng 11 năm 2010 | CD, CD+DVD                  | Tiêu chuẩn, deluxe         | Def Jam Recordings | [ 299 ]   |
| Anh Quốc    | 15 tháng 11 năm 2010 | CD                          | Tiêu chuẩn                 | Mercury Records    | [ 300 ]   |
| Brasil      | 15 tháng 11 năm 2010 | CD                          | Tiêu chuẩn                 | Universal Music    | [ 301 ]   |
| Mexico      | 16 tháng 11 năm 2010 | CD                          | Tiêu chuẩn                 | Def Jam Recordings | [ 302 ]   |
| Hoa Kỳ      | 16 tháng 11 năm 2010 | CD, CD+DVD, tải kỹ thuật số | Tiêu chuẩn, deluxe         | Def Jam Recordings | [ 103 ]   |
| Hoa Kỳ      | 16 tháng 11 năm 2010 | CD+DVD                      | Deluxe (Phiên bản Couture) | Def Jam Recordings | [ 303 ]   |
| Ba Lan      | 19 tháng 11 năm 2010 | CD                          | Tiêu chuẩn                 | Universal Music    | [ 304 ]   |
| Indonesia   | 2 tháng 12 năm 2010  | CD                          | Tiêu chuẩn                 | Universal Music    | [ 305 ]   |
| Nhật Bản    | 19 tháng 1 năm 2011  | CD, CD+DVD                  | Tiêu chuẩn, deluxe         | Universal Music    | [ 306 ]   |
| Nhiều       | 7 tháng 4 năm 2017   | Vinyl                       | Tiêu chuẩn                 | Def Jam Recordings | [ 109 ]   |